# Malý Krtíš
Malý Krtíš (bis 1927 slowakisch „Malý Krtýš“; ungarisch Kiskürtös) ist eine Gemeinde im Süden der Slowakei mit 465 Einwohnern (Stand 31. Dezember 2024). Sie gehört zum Okres Veľký Krtíš, einem Kreis des Banskobystrický kraj.

## Geographie
Die Gemeinde befindet sich im Talkessel Ipeľská kotlina im Tal des Baches Krtíš, im Einzugsgebiet des Ipeľ. Das Ortszentrum liegt auf einer Höhe von 175 m n.m. und ist zwei Kilometer von Veľký Krtíš entfernt.
Nachbargemeinden sind Veľký Krtíš im Norden, Veľké Straciny im Osten, Nová Ves im Süden sowie Obeckov und Dolné Plachtince im Westen.

## Geschichte
Der Ort wurde, damals noch zusammen mit Veľký Krtíš, zum ersten Mal 1251 als villa Cvrtus schriftlich erwähnt, als eigenständiges Dorf erst im Jahr 1482 als Kyskwrthes. Malý Krtíš war Besitz verschiedener Gutsherren. Zwischen 1554 und 1593 lag das Dorf im Osmanischen Reich und verwüstete im Verlaufe des 17. Jahrhunderts. 1715–1720 wird eine Siedlung erwähnt, die langsam wieder zum Dorf wurde. 1828 zählte man 29 Häuser und 266 Einwohner, deren Haupteinnahmequelle Landwirtschaft war.
Bis 1918/1919 gehörte der im Komitat Neograd liegende Ort zum Königreich Ungarn und kam danach zur Tschechoslowakei beziehungsweise heute Slowakei.
Von 1973 bis 1992 war Malý Krtíš Teil der Stadt Veľký Krtíš.

## Bevölkerung
| Jahr                | 1994 | 2004    | 2014     | 2024     |
| ------------------- | ---- | ------- | -------- | -------- |
| Anzahl der Personen | 432  | 446     | 532      | 465      |
| Unterschied         |      | +3,24 % | +19,28 % | −12,59 % |

| Jahr                | 2023 | 2024    |
| ------------------- | ---- | ------- |
| Anzahl der Personen | 468  | 465     |
| Unterschied         |      | −0,64 % |

Gemäß der Volkszählung 2011 wohnten in Malý Krtíš 500 Einwohner, davon 476 Slowaken, 7 Magyaren sowie jeweils 1 Rom und Tscheche. 15 Einwohner machten keine Angabe zur Ethnie.
298 Einwohner bekannten sich zur römisch-katholischen Kirche, 123 Einwohner zur Evangelischen Kirche A. B., 3 Einwohner zur griechisch-katholischen Kirche und 2 Einwohner zur evangelisch-methodistischen Kirche; 1 Einwohner bekannte sich zu einer anderen Konfession. 40 Einwohner waren konfessionslos und bei 33 Einwohnern wurde die Konfession nicht ermittelt.

## Bauwerke
- Glockenturm im klassizistischen Stil aus dem Jahr 1848